# Zwarte olijven
Zwarte olijven is een Franse stripreeks die begonnen is in juni 2001 met Joann Sfar als schrijver en Emmanuel Guibert als tekenaar. De strip speelt zich af rond Jeruzalem ten tijde van de Romeinse bezetting.

## Albums
Alle albums zijn geschreven door Joann Sfar, getekend door Emmanuel Guibert en uitgegeven door Dupuis.
1. Waarom is deze nacht zo anders dan de andere?
2. Adem Harishon
3. Gij zult een bokje niet koken in de melk van zijn moeder